# Pelargoderus celebensis
Pelargoderus celebensis är en skalbaggsart som beskrevs av Stefan von Breuning 1966. Pelargoderus celebensis ingår i släktet Pelargoderus och familjen långhorningar.
Artens utbredningsområde är Sulawesi. Inga underarter finns listade i Catalogue of Life.